# Списак река Русије
Русија се може поделити на Европски и северноазијски део. Линијом раздвајања се сматрају планина Урал и Каспијско језеро. Европски део се улива у Северни ледени океан, Балтичко море, Црно море и Каспијско језеро. Азијски део се улива у Северни ледени океан и Тихи океан.
Значајне реке Русије у Европи су: Волга, Дон, Кама, Ока и Сјеверна Двина , док неколико других порекло воде из Русије, али теку у другим земљама, као што су Дњепар и Западна Двина.
У Азији, важне реке су Об, Иртиш, Јенисеј, Ангара, Лена, Амур, Јана, Индигирка и Колима.
У листи испод, реке су груписане по морима или океанима у које теку. Реке које улазе у друге реке рангиране су према близини своје тачке ушћа у главне реке.
На крају овог чланка налази се азбучна листа река.

## Баренцово мореиБело море(Северни ледени океан)
Реке у овом делу су сортиране од истоку ка западу.
- Печора (североисточно од Нарјан-Мара)
  - Уса (западно од Усинска)
    - Колва (код Усинска)
- Сјеверна Двина (у Северодвинску)
  - Пинега (у Уст-Пинега)
  - Емца (близу Болшаја Гора)
  - Вага (близу Березника)
  - Уфтјуга (близу Красноборска)
  - Вичегда (у Котласу)
    - Вишера

  - Југ (у Великом Устјугу)
  - Сухона (у Великом Устјугу)
    - Вологда (близу Вологде)
- Мезењ (близу Мезења)
- Оњега (у Оњеги)
- Кем (у Кему)
- Нива (у Кандалакша)
- Варзуга (у Кузомењ)
- Поној (у Поној)
- Јоканга (у Јоканга )
- Вороња

## Балтичко море
Реке у овом делу су сортиране од југозапада ка североистоку.
- Прегоља (близу Калињинграда)
  - Лина (у Знаменску)
  - Инструч (у Черњаховску)
  - Анграпа (у Черњаховску)
    - Писа (близу Черњаховска)
    - Краснаја (у Гусеву)
- Њемен (код Шилуте, Литванија)
  - Шешупе (близу Немана)
- Западна Двина (близу Риге, Летонија)
  - Полота (у Полоцку, Белорусија)
  - Каспља ( Сураж, Белорусија)
  - Межа (близу Велижа)
    - Обша (близу Бели )
- Нарва (близу Нарва)
  - Пљуса (близу Сланци )
  - Чудско-псковско језеро (близу Сланци )
    - Великаја (околина Псков)
      - Кухва (близу Остров )
- Луга (у Уст Луга)
  - Оредеж (околина Луга)
- Нева (у Санкт Петербургу)
  - Охта (у Санкт Петербургу)
    - Окервиљ (у Санкт Петербургу)

  - Ижора (у близини Санкт Петербурга)
  - Тосна (у Отрадноје)
  - Мга (близу Мга)
  - Ладога (у Шлисељбургу)
    - Волхов (близу Волхов)
      - Тигода (близу Кириши)
        - Равањ (река)
        - Чагода

      - Вишера (близу Великог Новгорода)
      - Иљмењ (близу Великог Новгорода)
        - Мста ((близу Великог Новгорода)
          - Перетна
          - Увер
          - Березајка
            - Валдајка

          - Мстино (близу Вишњи Волочок)
            - Цна (близу Вишњи Волочок)

        - Пола (близу Стараја Руса)
        - Ловат (близу Стараја Руса)
          - Полист (близу Стараја Руса)
          - Куња (Холм (Новгородска област))

        - Шелоњ (близу Шимска)

    - Сјас (у Сјастрој)
    - Свир (околина Лодејноје Поље)
      - Паша (код Лодејноје Поље)
      - Ојат (околина Лодејноје Поље)
      - Оњега
        - Суна (у Кондопога)
        - Водла (близу Пудожа)
        - Андома (северно од Витегра)
        - Витегра (близу Витегра)

    - Вуокса
      - Вољчјак (река) (Лењинградска област)
- Сестра (близу Сестрорецк)

## Црно море
Реке у овом делу су сортиране од запада ка истоку.
- Дњепар (близу Кхерсон, Украјина)
  - Десна (близу Киев, Украјина)
    - Сејм (Сосницја, Украјина)
    - Судост (северно од Новгород-Сиверски, Украјина)

  - Вјазма
- Мијус (у Азовско море близу Таганрог)
- Дон (у Азовско море код Азов)
  - Мањич (источно од Ростов-на-Дону)
  - Сал (у Семикаракорск)
  - Северски Доњец (близу Семикаракорск)
  - Хопјор (близу Серафимович)
  - Битјуг (близу Павловск )
  - Осеред (близу Павловск )
  - Воронеж (близу Воронеж)
  - Темерничка (близу Ростов-на-Дону)
- Јеја (у Азовско море код Јејск)
- Кубањ (у Азовско море код Темрјук)
  - Бољшаја Лаба (у Уст-Лабинск)
- Мзимта (близу Сочи)

## Каспијско море
Реке у овом делу су сортиране од запада ка истоку.
- Сулак (северно од Махачкала)
  - Анди Којсу (близу Гимриј)
  - Авар Којсу (код Гимрија)
- Терек (близу Кизљара)
  - Малка (близу Прокладни)
- Кума (северно од Кизљара)
  - Подкумок (близу Георгијевска)
- Волга (близу Астрахана)
  - Еруслан (близу Камишина)
  - Терешка (околина Саратова)
  - Бољшој Иргиз (близу Вољска)
  - Мали Иргиз
  - Чапајевка (близу Чапајевска)
  - Самара (у Самара)
  - Сок (у Самара)
    - Кондурча (северно од Самара)

  - Бољшој Черемшан (близу Димитровграда)
  - Бездна
  - Актај
  - Кама (јужно од Казања)
    - Вјатка (околина Нижњекамск)
      - Чепца (близу Кирова)

    - Белаја (близу Нефтекамска)
      - Уфа (код Уфа)
        - Јурјузан (близу Карајдела)

    - Чусоваја (у близини Перма)
      - Силва ) у близини Перма)

    - Егошика (у Перму)
    - Муљанка (у Перму)
    - ВиВишера (близу Соликамска)
      - Колва (околина Чердиња)

  - Казањка (у Казан)
  - Свијага (западно од Казана)
  - Илет (близу Волжска)
  - Аниш (близу Козловка)
  - Малаја Кокшага (близу Кокшајск)
    - Мали Кундиш

  - Бољшаја Кокшага (околина Кокшајск)
    - Бољшој Кундиш

  - Цивил (близу Новочебоксарска)
  - Рутка
  - Ветлуга (близу Козмодемијанска)
  - Сура (у Василсурск)
    - Пиана
    - Алатир (у Алатиру)

  - Керженец (близу Љисково)
  - Кудма (између Кстово и Љисково)
  - Ока (у Нижњи Новгород)
    - Кљазма (у Горбатов)
      - Теза (близу Јужа)
      - Нерл (близу Владимир)

    - Мокша
      - Цна (околина Сасово)

    - Пра (код Касимов)
    - Москва (у Коломна)
      - Пакхра (близу Москве)
      - Неглињаја (у Москви)
      - Јауза (у Москви)
      - Сетуњ (у Москви)
      - Истра (у близини Москве)
      - Руза (близина Руза)

    - Нара (у Серпухов)
    - Протва (около Серпухова)
      - Лужа (близу Малојарославеца)

    - Угра (близу Калуга)
    - Упа
      - Плава (река) (близу Крапивна)

  - Узола (близу Балахна)
  - Унжа (у Јурјевец)
    - Неја (близу Макарјев)
    - Вига

  - Немда (около Уријевеца)
    - Шуја

  - Кострома (у Кострома)
    - Векса (у Буј)

  - Которосл (у Јарослављ)
  - Согожа (близу Пошехоњје)
  - Шексна (у Череповец)
    - Бело језеро (близу Белозјорск)
      - Ковжа
      - Кема

  - Суда (у Череповец)
    - Колп

  - Молога (близу Весјегонск)
  - Кашинка (близу Каљазина)
  - Нерљ (код Каљазина)
    - Кубр

  - Медведица (близу Кимри)
  - Дубна ( Дубна)
    - Сестра (код Дубне)

  - Шоша (близу Конаково)
    - Лама (близу Козлово)

  - Тверца (у Твер)
    - Осуга (близу Торжок)

  - Вазуза ( Зупцов)
  - Селижаровка (Селижарово)
- Урал (у Атирау, Казахстан)
  - Илек (у Илек)
  - Сакмара (у Оренбург)

## Северни ледени океан, источно од Урала
Реке у овом делу су сортиране од запада ка истоку.
- Об (Обски залив)
  - Иртиш (близу Ханти-Мансијск)
    - Тобол ( Тобољск)
      - Тавда (југозападно од Тобољска)
      - Тура (неких 80 km низводно од Тјумења)
      - Исет (близу Јалуторовска)
        - Миас (источно од Шадринска)

      - Убаган
      - Уи (јужно од Кургана)

    - Ишим (у Уст-Ишим)
    - Тара близу (Таре)
    - Ом (Омск)

  - Вах (близу Нижњевартовска)
    - Сабун

  - Тим (у Уст-Тим)
  - Васјуган (Каргасок)
  - Парабељ (близу Каргасока)
  - Кет (Колпашево)
  - Чулим (у Уст-Чулим)
  - Том (50 нм доле низводно од Томска)
  - Алеј (близу Барнаула)
  - Катун (у Бијску)
  - Бија (у Бијску)
    - Чуљишман (Телецко језеро)
      - Башкаус
        - Чебдар
- Надим (Обски залив)
- Пур (Залив Таз)
- Таз (Залив Таз)
- Јенисеј
  - Турухан (близу Туруханска)
  - Доња Тунгуска (Туруханск)
  - Поткамена Тунгуска
    - Катанга
    - Тетере

  - Ангара (Стрелка)
    - Ока (близу Братска)
    - Бољшаја Белаја (близу Усоље-Сибирскоје)
    - Иркут (у Иркутску)
    - Селенга (Бајкалско језеро)
      - Уда (у Улан-Уде)

    - Баргузин (Бајкалско језеро у Уст-Баргузин)
    - Горња Ангара (Бајкалско језеро близу Северобајкаљска)
    - Тасејева
      - Чуна
        - Косовка

      - Бирјуса

  - Абакан (у Абакану)
- Пјасина (источно од Залива Таз)
- Хатанга (близу Кожевниково)
  - Котуј (близу Хатанга)
  - Кхета (река) (близу Хатанга )
- Анабар (Хорго)
- Олењок (Уст-Олењок )
- Лена (близу Тикси)
  - Виљуј (близу Сангара)
    - Тјунг

  - Алдан (у Батамају)
    - Амга (у Уст-Амгинскоје)
    - МаМаја а (у Уст-Маја)

  - Ољокма
  - Њуја (у Њуја)
  - Витим (у Витим)
  - Киренга (у Киренск)
- Јана (Нижнејанск)
- Индигирка
- Алазеја
- Колима (близу Амбарчик)
  - Анјуј (близу Нижнеколимска)
  - Омолон (± 80 km низводно од Нижнеколимска)
- Пегтимел (тече у Чукотско море)

## Тихи океан/Охотско море
Реке у овом делу су сортиране од севера ка југу.
- Анадир (у Анадиру)
- Камчатка (у Уст-Камчатск)
- Авача (близу Петропавловск Камчатски)
- Уда (Цхумикан)
- Амур (Николајевск на Амуру)
  - Ањуј
  - Усури (Хабаровск)
  - Буреја (близу Рајчихинска))
  - Зеја (Благовјешченск (Амурска област))
    - Том (± 80'-низводно од Благовјешченск (Амурска област))
    - Селемџа (± 50 km узводно од Свободни)
    - Деп

  - Шилка
    - Нерча (околина Нерчинск)
    - Ингода (близу Шилка)
    - Онон (близу Шилка)

  - Аргун
- Тумен (у Сосура-ри, Северна Кореја)

## Нерангирани
- Чернаја
- Косовој

## Азбучна листа

### А-Г
Анграпа, Андома, Анди Којсу, Авар Којсу, Актај, Аниш, Алатир, Алеј, Ангара, Абакан, Анабар, Алдан, Амга, Алазеја , Анјуј , Анадир , Авача , Амур, Ањуј, Аргун, Березајка, Битјуг, Бољшаја Лаба, Бољшој Иргиз, Бољшој Черемшан, Бездна, Белаја, Бољшаја Кокшага, Бољшој Кундиш, Бело језеро, Бија , Башкаус, Бољшаја Белаја, Баргузин , Бирјуса, Буреја, Вага, Вичегда, Вишера, Вологда, Вороња, Варзуга, Великаја, Волхов, Вишера, Валдајка, Водла, Витегра, Вуокса, Вољчјак (река), Вјазма, Воронеж, Волга, Вјатка, ВиВишера, Ветлуга, Вига, Векса, Вазуза, Вах, Васјуган , Виљуј , Витим, Горња Ангара

### Д-Љ
Дњепар, Десна, Дон, Дубна, Доња Тунгуска, Деп, Емца, Еруслан, Егошика, Западна Двина, Зеја , Инструч, Ижора, Иљмењ, Илет, Истра, Илек, Иртиш, Исет, Ишим , Иркут, Индигирка, Ингода, Југ, Јоканга, Јеја, Јурјузан, Јауза, Јенисеј, Јана ,
Колва, Кем, Каспља, Краснаја, Кухва, Куња, Кубањ, Кума, Кондурча, Кама, Колва, Казањка, Керженец, Кудма, Кљазма, Кострома, Которосл, Ковжа, Кема, Колп, Кашинка, Кубр, Кет, Катун , Катанга, Косовка, Киренга, Колима, Котуј, Кхета (река), Камчатка ,Лина, Луга, Ладога, Ловат, Лужа, Лама, Лена

### М-С
Мезењ, Межа, Мга, Мстино, Мста, Мијус, Мањич, Мзимта, Малка, Мали Иргиз, Муљанка, Малаја Кокшага, Мали Кундиш, Мокша, Москва, Молога, Медведица, Миас , Маја, Нива, Нарва, Нева, Нерл, Нара, Неглињаја, Неја, Немда, Нерљ, Надим, Нерча, Њемен, Њуја , Оњега, Оредеж, Охта, Окервиљ, Обша, Ојат, Оњега, Осеред, Ока (притока Волге), Ока (река), Олењок , Ољокма, Омолон, Онон, Осуга, Об, Ом, Печора, Пинега, Поној, Полист, Писа, Прегоља, Полота, Пљуса, Пола, Паша, Перетна, Подкумок, Пиана, Пра, Пакхра, Протва, Плава (река), Парабељ , Пур, Поткамена Тунгуска, Пјасина, Пегтимел ,
Равањ (река), Рутка, Сјеверна Двина, Сухона, Сјас, Свир, Суна, Сестра, Сејм, Судост, Сал, Северски Доњец, Сулак, Самара,Сок, Силва, Свијага, Сура, Сетуњ, Согожа, Суда, Сестра, Селижаровка, Сакмара, Сабун, Селемџа , Селенга

### Т-Ш
Тосна, Тигода, Темерничка, Терек, Терешка, Теза, Тверца, Тобол, Тавда, Тура, Тара, Тим, Том, Таз, Тетере, Турухан, Тасејева , Тјунг , Том, Тумен, Уса, Уфтјуга, Увер, Уфа, Угра, Упа, Узола, Унжа, Урал, Убаган, Уи, Уда, Уда, Усури, Хопјор, Хатанга, Цна, Цивил, Цна, Чудско-псковско језеро, Чагода, Чапајевка,Чепца, Чусоваја, Чулим , Чуљишман , Чебдар, Чуна , Шешупе, Шелоњ, Шуја, Шексна, Шоша, Шилка